# Marcelo Djian
Marcelo Djian, właśc. Marcelo Kiremitdjian (ur. 6 listopada 1966 w São Paulo) – piłkarz brazylijski, występujący podczas kariery na pozycji obrońcy.

## Kariera klubowa
Karierę piłkarską Marcelo Djian rozpoczął w klubie Corinthians Paulista w 1987. W lidze brazylijskiej zadebiutował 18 października 1987 w wygranym 1-0 meczu z SC Internacional. Z Corinthians zdobył mistrzostwo Brazylii w 1990 oraz mistrzostwo stanu São Paulo – Campeonato Paulista w 1988. Łącznie w barwach Timão Marcelo rozegrał 342 mecze, w których strzelił 4 bramki.
W 1993 wyjechał do Francji, gdzie występował w Olympique Lyon. Z Olympique zdobył wicemistrzostwo Francji w 1995. Łącznie lidze francuskiej Marcelo rozegrał 108 spotkań, w których zdobył bramkę. Po powrocie do Brazylii został zawodnikiem prowincjonalnego Goiás EC. W ostatnich latach kariery (1998–2002) Marcelo występował w klubach z Belo Horizonte – Cruzeiro EC i Atlético Mineiro.
Z Cruzeiro zdobył Copa do Brasil w 2000 oraz mistrzostwo stanu Minas Gerais – Campeonato Mineiro w 1998. W barwach Atlético Mineiro 9 grudnia 2001 w przegranym 1-2 meczu z AD São Caetano Marcelo wystąpił po raz ostatni w lidze brazylijskiej. Ogółem w latach 1987–2001 wystąpił w lidze w 201 meczach, w których strzelił 5 bramek.

## Kariera reprezentacyjna
W reprezentacji Brazylii Marcelo Djian zadebiutował 10 maja 1989 w wygranym 4-0 towarzyskim meczu z reprezentacją Peru. Drugi i ostatni raz w reprezentacji Marcelo Djian wystąpił 15 kwietnia 1992 w wygranym 3-1 towarzyskim meczu z reprezentacją Finlandii.
| Mecze i gole w reprezentacji | Mecze i gole w reprezentacji | Mecze i gole w reprezentacji | Mecze i gole w reprezentacji | Mecze i gole w reprezentacji | Mecze i gole w reprezentacji | Mecze i gole w reprezentacji |
| #                            | Data                         | Miasto                       | Przeciwnik                   | Gol                          | Wynik                        | Rozgrywki                    |
| ---------------------------- | ---------------------------- | ---------------------------- | ---------------------------- | ---------------------------- | ---------------------------- | ---------------------------- |
| 1.                           | 10.05.1989                   | Fortaleza                    | Peru                         |                              | 4:0                          | towarzyski                   |
| 2.                           | 15.04.1992                   | Cuiabá                       | Finlandia                    |                              | 3:1                          | towarzyski                   |